# 2020年新喀里多尼亚独立公投
2020年新喀里多尼亚独立公投（法語：Référendum de 2020 sur l'indépendance de la Nouvelle-Calédonie）是新喀里多尼亚于2020年10月4日举行的一次独立公投。这次公投是继2018年新喀里多尼亚独立公投之后，根据1998年法国中央政府和新喀里多尼亚代表签订的《努美阿协议》而举行的第二次独立公投。
结果显示，参与这次独立公投的选民中，53.26%支持保持与法国的关系，46.74%支持独立。